# Aiyura (arna)
Aiyura és un gènere d'arnes de la família Crambidae.

## Taxonomia
- Aiyura linoptera Munroe, 1974
- Aiyura pyrostrota (Hampson, 1912)